# Trstené
Trstené (hongrois : Nádasd) est un village de Slovaquie situé dans la région de Žilina.

## Histoire
La première mention écrite du village date de 1269.

## Démographie

### Évolution de la population
| Année:               | 1994. | 2004.   | 2014.    | 2024.   |
| -------------------- | ----- | ------- | -------- | ------- |
| Nombre de personnes: | 202   | 205     | 233      | 219     |
| Différence:          |       | +1,48 % | +13,65 % | -6,00 % |

| Année:               | 2023. | 2024.   |
| -------------------- | ----- | ------- |
| Nombre de personnes: | 217   | 219     |
| Différence:          |       | +0,92 % |